# Gusttavo Lima
Nivaldo Batista (Gusttavo) Lima (Presidente Olegário, Minas Gerais, 3 september 1989) is een Braziliaanse zanger. Hij is internationaal bekend geworden door zijn hit Balada, die in veel landen een groot succes werd. 

## Discografie

### Albums
| Album met eventuele hitnotering(en) in de Nederlandse Album Top 100 | Datum van verschijnen | Datum van binnenkomst | Hoogste positie | Aantal weken | Opmerkingen |
| ------------------------------------------------------------------- | --------------------- | --------------------- | --------------- | ------------ | ----------- |
| Gusttavo Lima                                                       | 2009                  | -                     |                 |              |             |
| Inventor dos amores                                                 | 2010                  | -                     |                 |              |             |
| Gusttavo Lima e você                                                | 2011                  | 12-05-2012            | 20              | 18           | Livealbum   |
| Ao vivo em São Paulo                                                | 2012                  | -                     |                 |              |             |
| Do outro lado da moeda                                              | 2014                  | -                     |                 |              |             |

| Album met hitnotering(en) in de Vlaamse Ultratop 200 albums | Datum van verschijnen | Datum van binnenkomst | Hoogste positie | Aantal weken | Opmerkingen |
| ----------------------------------------------------------- | --------------------- | --------------------- | --------------- | ------------ | ----------- |
| Gusttavo Lima e você                                        | 2012                  | 02-06-2012            | 25              | 16           | Livealbum   |

### Singles
| Single met eventuele hitnotering(en) in de Nederlandse Top 40 | Datum van verschijnen | Datum van binnenkomst | Hoogste positie | Aantal weken | Opmerkingen                |
| ------------------------------------------------------------- | --------------------- | --------------------- | --------------- | ------------ | -------------------------- |
| Rosas versos e vinhos                                         | 2009                  | -                     |                 |              |                            |
| Inventor dos amores                                           | 2010                  | -                     |                 |              |                            |
| Cor de ouro                                                   | 2011                  | -                     |                 |              |                            |
| Refém                                                         | 2011                  | -                     |                 |              |                            |
| Balada                                                        | 16-04-2012            | 28-04-2012            | 1(13wk)         | 23           | Nr. 1 in de Single Top 100 |
| 60 Segundos                                                   | 2012                  | -                     |                 |              |                            |
| Gatinha assanhada                                             | 2012                  | -                     |                 |              |                            |
| Doidaça                                                       | 2013                  | -                     |                 |              |                            |
| Diz pra mim                                                   | 2013                  | -                     |                 |              |                            |
| Se é pra beber eu bebo                                        | 2014                  | -                     |                 |              |                            |

| Single met hitnotering(en) in de Vlaamse Ultratop 50 | Datum van verschijnen | Datum van binnenkomst | Hoogste positie | Aantal weken | Opmerkingen                       |
| ---------------------------------------------------- | --------------------- | --------------------- | --------------- | ------------ | --------------------------------- |
| Balada                                               | 2012                  | 21-04-2012            | 1(7wk)          | 24           | Nr. 1 in de Radio 2 Top 30 / Goud |

### NPO Radio 2 Top 2000
Van Gusttavo Lima stond alleen Balada in 2012 in de NPO Radio 2 Top 2000, op plek 1264.
- Bibliothèque nationale de France: cb166348820 (data)
- Gemeinsame Normdatei: 1027069681
- International Standard Name Identifier: 0000 0001 3356 9285
- MusicBrainz: 48a3a1c5-8cf3-4a9a-bd5c-5082cf8d3639
- Virtual International Authority File: 261220339